# Момчетата не плачат
„Момчетата не плачат“ (на английски: Boys Don't Cry) е американски романтичен драматичен филм от 1999 г., режисиран от Кимбърли Пиърс.

## Актьорски състав
| Актьор              | Роля          |
| ------------------- | ------------- |
| Хилари Суонк        | Брандън Тийна |
| Клои Севини         | Лана Тисдел   |
| Питър Сарсгард      | Джон Лотър    |
| Брендан Секстън III | Том Нисън     |

## Награди и номинации
| Категория                                             | Номиниран(и)            | Резултат                |
| Оскар (26 март 2000 г.)                               | Оскар (26 март 2000 г.) | Оскар (26 март 2000 г.) |
| ----------------------------------------------------- | ----------------------- | ----------------------- |
| Най-добра женска роля                                 | Хилари Суонк            | награда                 |
| Най-добра поддържаща женска роля                      | Клои Севини             | номинация               |
| Награда на БАФТА (25 февруари 2001 г.)                |                         |                         |
| Най-добра актриса в главна роля                       | Хилари Суонк            | номинация               |
| Златен глобус (23 януари 2000 г.)                     |                         |                         |
| Най-добра актриса в драматичен филм                   | Хилари Суонк            | награда                 |
| Най-добра актриса в поддържаща роля                   | Клои Севини             | номинация               |
| Сателит (16 януари 2000 г.)                           |                         |                         |
| Най-добра актриса в драматичен филм                   | Хилари Суонк            | награда                 |
| Най-добра актриса в поддържаща роля в драматичен филм | Клои Севини             | награда                 |
| Най-добър филм – драма                                | Най-добър филм – драма  | номинация               |
| Най-добър режисьор                                    | Кимбърли Пиърс          | номинация               |
| Емпайър (19 февруари 2001 г.)                         |                         |                         |
| Най-добра актриса                                     | Хилари Суонк            | номинация               |